# (9805) 1997 NZ
A (9805) 1997 NZ a Naprendszer kisbolygóövében található aszteroida. A Beijing Schmidt CCD Asteroid Program keretében fedezték fel 1997. július 1-én.